# Hasland
Hasland – część miasta Chesterfield w Anglii, w hrabstwie Derbyshire, w dystrykcie Chesterfield. Leży 34 km na północ od miasta Derby i 210 km na północny zachód od Londynu. W 2011 roku dzielnica liczyła 6615 mieszkańców.